# Dachsbach

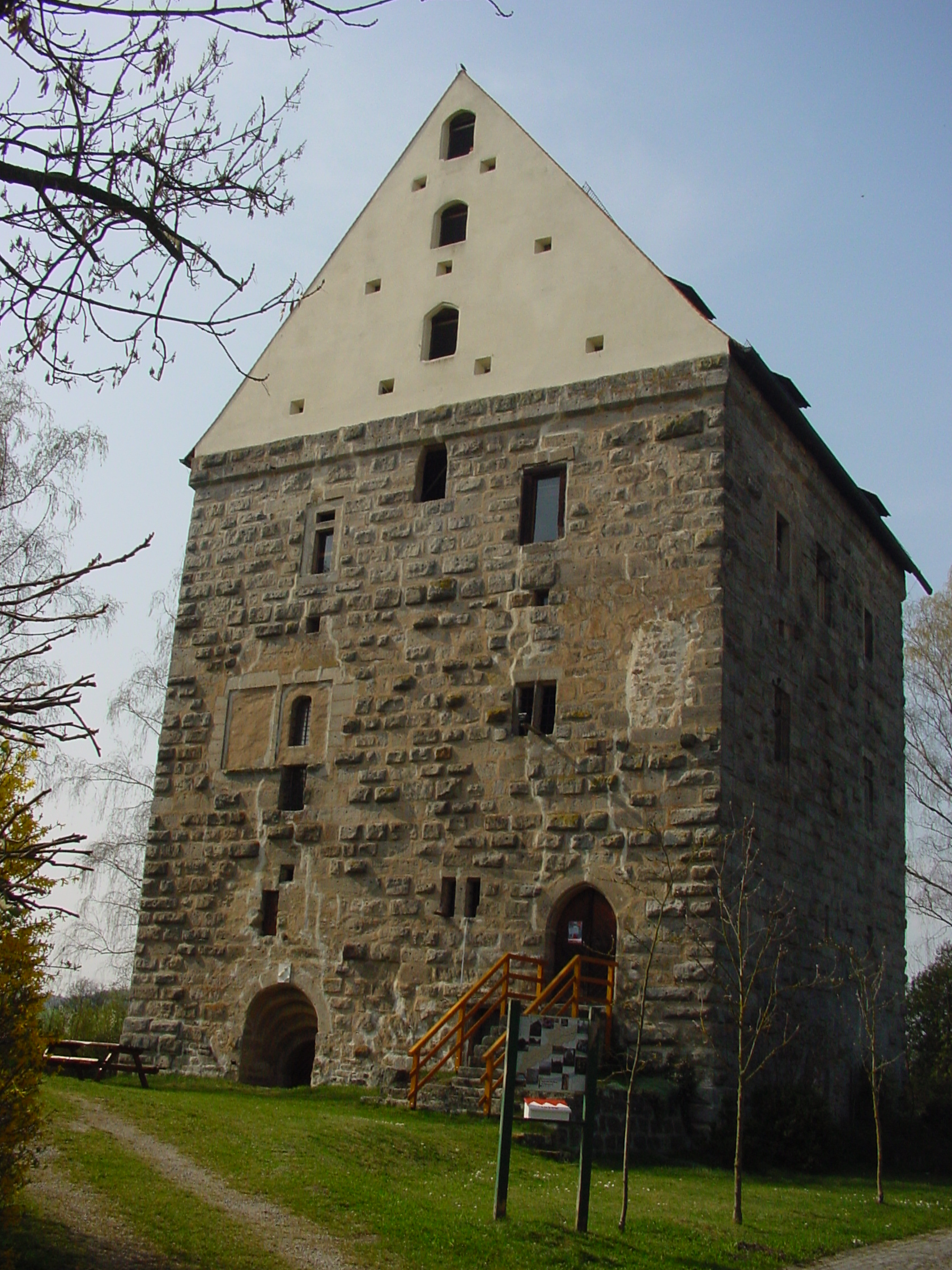
Wahrzeichen Dachsbachs, der Wohnturm des ehemaligen Wasserschlosses

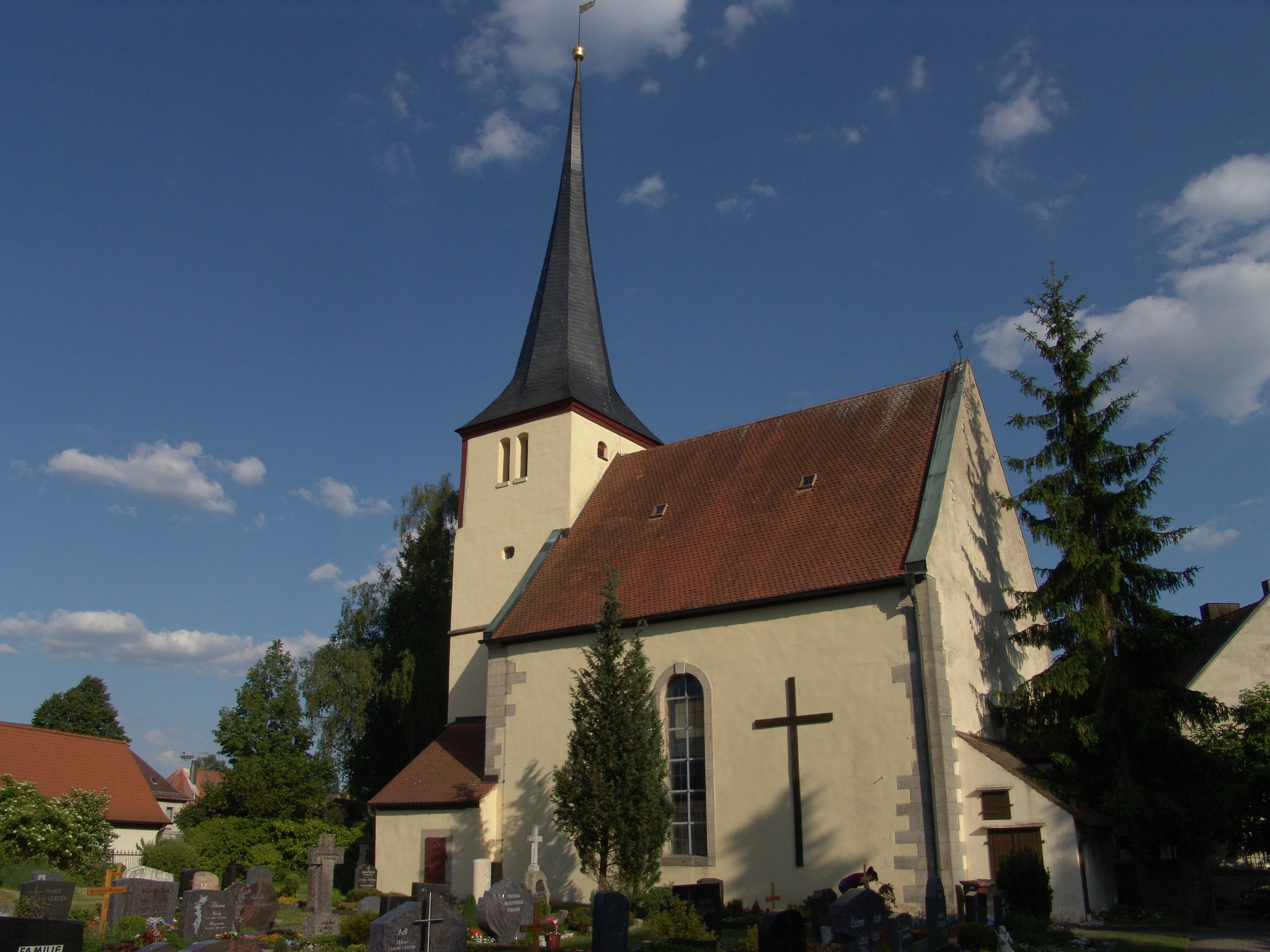
Die evangelische Kirche St. Marien

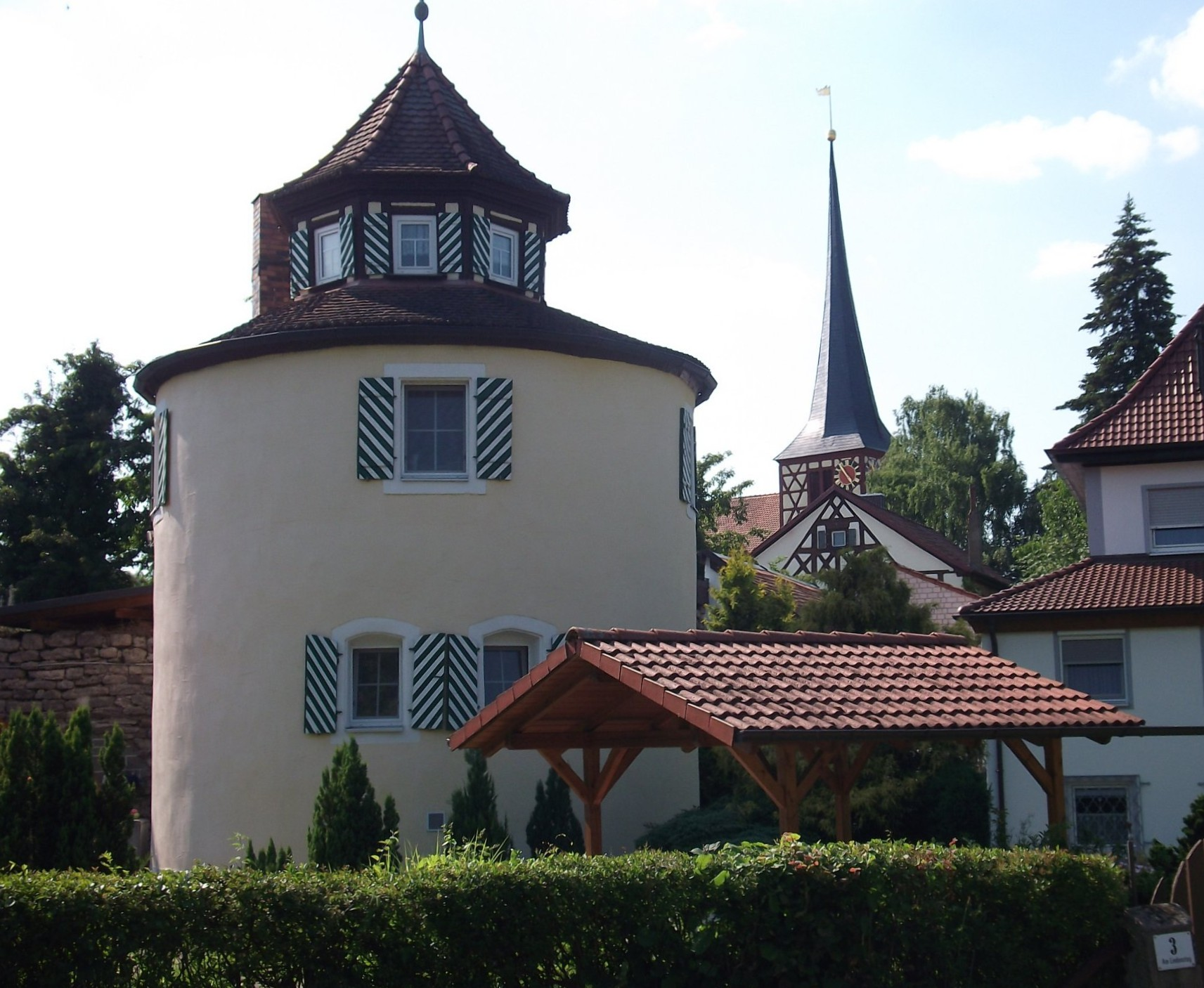
Das Rondell

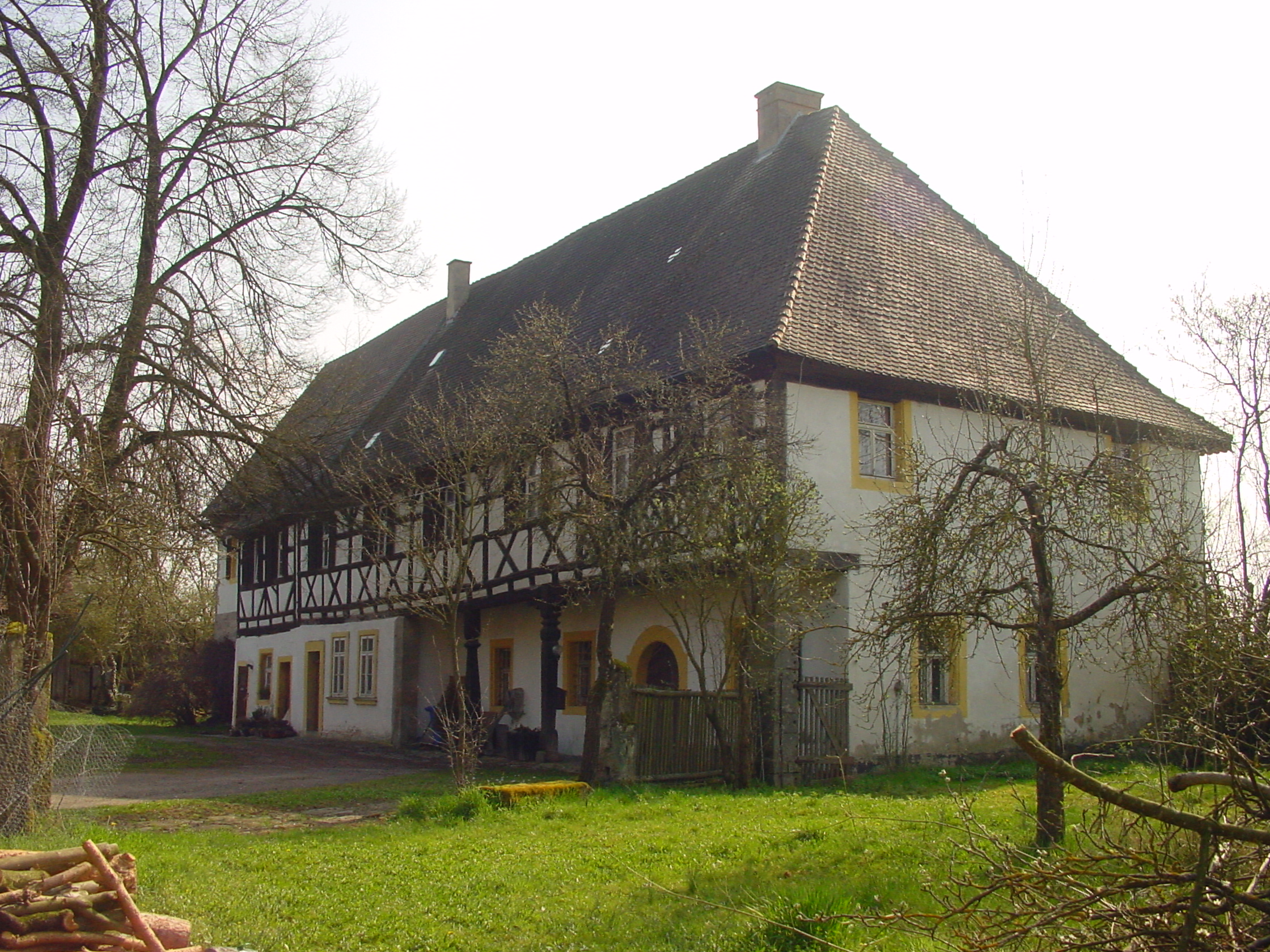
Das alte Amtshaus

Dachsbach ist ein Markt im Landkreis Neustadt an der Aisch-Bad Windsheim (Mittelfranken, Bayern) und Mitglied der Verwaltungsgemeinschaft Uehlfeld.

## Geografie
Die Gemeinde liegt im Aischtal, der Gemeindeteil Rauschenberg mit Ziegelhütte im südlichen Steigerwald.

### Nachbargemeinden
Nachbargemeinden sind (von Norden beginnend im Uhrzeigersinn): Uehlfeld, Weisendorf, Gerhardshofen und Gutenstetten.

### Gemeindegliederung
Die Gemeinde hat sieben Gemeindeteile (in Klammern ist der Siedlungstyp angegeben):
- Arnshöchstädt (Dorf)
- Dachsbach (Hauptort)
- Göttelbrunn (Einöde)
- Oberhöchstädt (Pfarrdorf)
- Rauschenberg (Dorf)
- Traishöchstädt (Dorf)
- Ziegelhütte (Einöde)

Rohrmühle war ein Gemeindeteil von Dachsbach, der mittlerweile devastiert ist.
Es gibt auf dem Gemeindegebiet die Gemarkungen Dachsbach, Oberhöchstädt, Rauschenberg und Traishöchstädt. Die Gemarkung Dachsbach hat eine Fläche von 4,704 km². Sie ist in 999 Flurstücke aufgeteilt, die eine durchschnittliche Fläche von 4709,20 m² haben.

## Geschichte

### Bis zum Ende des Heiligen Römischen Reiches Deutscher Nation (1806)
Urkundlich ist der Dachsbach erstmals im Jahre 1129 nachweisbar – ein Ritter Heinrich von Dahspach verkaufte für 80 Silber-Mark eines seiner Güter an das Kloster St. Michael in Bamberg. Der Ortsname leitet sich von einem gleichnamigen Gewässernamen ab, dessen Bestimmungswort vielleicht dahs (mittelhochdeutsch Dachs) ist. Demnach könnte damit ein Bach bezeichnet worden sein, an dem Dachse vorkommen. Auch das Ortswappen verweist auf diese Bedeutung.
Während der Zeit der Stammesherzogtümer lag Dachsbach im Herzogtum Franken. 1132 war bei der Gründung des Klosters Heilsbronn ein Ritter Albrecht von Dachsbach Zeuge. Am 14. April 1280 musste Ludwig von Oettingen, der damalige Besitzer der Burg Dachsbach, diese mit allen Rechten und Zugehörungen an die Burggrafschaft Nürnberg verpfänden. Die Burggrafen machten daraus einen Amtssitz und bauten sie als Bastion gegen das Hochstift Bamberg aus. Von 1298 bis 1347 war ein Amtmann und Ritter Konrad Heider von Dachsbach († 3. August 1347), Nachfolger des Vogtes von Neustadt, Konrad, Klostervogt in Münchsteinach.
Nachdem im Jahr 1298 auch Neustädter Juden dem sogenannten Rintfleisch-Pogrom zum Opfer gefallen waren, ließen sich Juden der Region bevorzugt in Dachsbach nieder. Einem in Geschäftsbeziehung zum Landesherrn stehenden Juden, genannt „Grozze Moisse“, und allen anderen Juden wurde im Februar 1343 durch den Kaiser Ludwig befohlen, dem Burggrafen Johann seine Schulden zu erlassen, ein Befehl, den 1347 der König Karl IV. wiederholte. Moisse zog später nach Neustadt, wo er nachweislich 1386 und 1390 wohnte.
Im Urbar von 1464 ist Dachsbach als selbständiges Amt unter Albrecht Achilles belegt.
In Dachsbach 1486 belegte Adelsgeschlechter waren die „Auracher“ (siehe Urach, Truchseß und Haller auf Burggut). Bis 1797 blieb dieser Amtssitz in Dachsbach. Damals wurde Neustadt an der Aisch zentraler Amtssitz im Aischtal. Bis dahin war die Blutgerichtsbarkeit für bis zu 41 Orte der Umgebung im Dachsbacher Amtshaus ansässig. Die Richtstätte am Galgenberg wurde 1814 abgebaut.
Diverse Kriege haben in Dachsbach ihre Spuren hinterlassen. Im Ersten (1449–1450) und Zweiten Markgrafenkrieg (1552–1555) waren es die Nürnberger, im Bauernkrieg (9. Mai 1525) die aufständischen Bauern, die den Ort einnahmen und plünderten. Am 12. November 1553 brannte Albrecht Alcibiades das Schloss, das ihm selbst gehörte, eigenhändig nieder, um den „Nürnberger Pfeffersäcken das Brennen zu lehren“. Nach der Reformation ist der 1528 als Kaplan in Neustadt tätig gewesene Erasmus Hirschberger als wohl erster evangelischer Geistlicher Dachsbachs nachweisbar. Im Dreißigjährigen Krieg wurde Dachsbach 1631 zweimal geplündert (im November des Jahres auch in Brand gesetzt) und am 10. August 1634 nahezu vollständig zerstört. Forchheimer Truppen ließen nur die Kirche, die Zehntscheune und sechs Häuser stehen. Zu Beginn des Dreißigjährigen Krieges, in der Kipper- und Wipperzeit, wurden in der von dem Kastner Wolfgang Hanfelder und dem Hofgerichtsadvokaten Joh. Derrer betriebenen markgräflichen Münzstätte in Dachsbach 1622 unter anderem „schlechte Taler“ (genannt „Gulden“) zu 120 Kreuzern geprägt, welche die Größe von vollwertigen Talern hatten, aber aus einer geringeren Silberlegierung mit hohem Kupferanteil bestanden (Auch ein 48-Kreuzer-Stück, ein „Gulden“, der aber nur einen halben „guten Silbergulden“ wert war, wurde um 1622 in Dachsbach geprägt). Nach Ende des Krieges ließen sich dort protestantische Glaubensvertriebene aus Österreich nieder, die in ihrer neuen Heimat maßgeblich zum Wiederaufbau beitrugen.
Gegen Ende des 18. Jahrhunderts gab es in Dachsbach 56 Anwesen. Das Hochgericht und die Dorf- und Gemeindeherrschaft übte das brandenburg-bayreuthische Kasten- und Jurisdiktionsamt Dachsbach aus. Grundherren waren das Kasten- und Jurisdiktionsamt Dachsbach (51 Anwesen: Schloss, Kirche, Amtshaus, Pfarrhaus, Badstube, 1 Mühle, 1 Schenkstatt, 2 Brau- und Schenkstätten, 1 Schmiede, 2 Höfe, 7 Güter, 10 Gütlein, 11 Sölde, 7 Tropfgütlein, 4 Häuser), die Pfarrei Oberhöchstädt (1 Wirtshaus, 1 Gut), Barnos Joseph Löw und Abraham Cohn (2 Güter) und das Landesalmosenamt der Reichsstadt Nürnberg (1 Gut). Im 18. Jahrhundert war die kleine Vogtei Liebenau mit Dachsbach vereinigt worden.
Das Ende der Amtszeit in Dachsbach war 1797. Zu dieser Zeit hieß der Dachsbacher Amtmann Herrgott, auf den sowohl der Spruch „leben wie der Herrgott in Dachsbach“ als auch die Bezeichnung „Herrgottsköpfe“ für die Dachsbacher zurückgeht. Im August 1798 gelang ihm durch die Befragung eines Inhaftierten der Anstoß zur Zerschlagung der sogenannten Großen Fränkischen Diebes- und Räuberbande. Das Ende von Herrgott war nicht sonderlich „herrgöttlich“, da er 1806 wegen dienstlicher Verfehlungen nach Bayreuth ins Gefängnis kam. Seither führt Dachsbach ein eher beschauliches Dasein und kann seine regionale Bedeutung nur noch durch seine Baudenkmale belegen.
Von 1797 bis 1810 unterstand der Ort dem Justizamt Dachsbach und Kammeramt Neustadt.

### Unter dem Königreich Bayern
1810 kam Dachsbach an das Königreich Bayern. Im Rahmen des Gemeindeedikts wurde 1811 der Steuerdistrikt Dachsbach gebildet, zu dem Birnbaum, Demantsfürth, Emelsdorf, Forst, Gerhardshofen, Kästel, Kleehof, Linden, Rohrmühle, Vahlenmühle, Wiesenmühle, Willmersbach und Ziegelhütte gehörten. 1813 entstanden daraus zwei Steuerdistrikte:
- Steuerdistrikt Dachsbach mit Demantsfürth, Forst, Gerhardshofen, Rohrmühle und Vahlenmühle;
- Steuerdistrikt Birnbaum mit Emelsdorf, Kästel, Kleehof, Linden, Wiesenmühle, Willmersbach und Ziegelhütte.

Zugleich wurde die Ruralgemeinde Dachsbach gebildet, zu der Demantsfürth und Rohrmühle gehörten. Mit dem Zweiten Gemeindeedikt (1818) wurde Demantsfürth eine eigene Ruralgemeinde. Die Ruralgemeinde Dachsbach war in Verwaltung und Gerichtsbarkeit dem Landgericht Neustadt an der Aisch zugeordnet und in der Finanzverwaltung dem Rentamt Neustadt an der Aisch (1919 in Finanzamt Neustadt an der Aisch umbenannt, seit 1972 Finanzamt Uffenheim). Ab 1862 gehörte Dachsbach zum Bezirksamt Neustadt an der Aisch (1939 in Landkreis Neustadt an der Aisch umbenannt). Die Gerichtsbarkeit blieb beim Landgericht Neustadt an der Aisch (1879 in das Amtsgericht Neustadt an der Aisch umgewandelt). Die Gemeinde hatte 1964 eine Gebietsfläche von 4,755 km².

### 1923 bis 1933
Warnungen vor der nationalsozialistischen Politik der neu entstandenen NSDAP formulierte am 24. Juni 1923 Karl Lechner bei einer Veranstaltung des Republikanischen Reichsbundes im Gasthaus Zur Goldenen Traube. Ab März 1925 erfolgten in Dachsbach Veranstaltungen der paramilitärischen Vereinigung Reichsflagge, an denen auf dem Keller des Gasthauses Hieronymus am 21. Mai 1925 auch deren Gründer Adolf Heiß teilnahm. Die dabei aufgetretene Reichsflaggenkapelle Nürnberg war bereits im Januar 1924 in Dachsbach musikalisch im Rahmen einer Reichsgründungsfeier tätig. Bei einer Veranstaltung der Reichsflagge-Bezirksgruppe Dachsbach am 4. April 1925 trat der Lehrer Hümmer, Leiter des Abschnitts Aischgrund der Reichsflagge, auf. In der Zeit des Nationalsozialismus wurde auch in Dachsbach eine NSDAP-Ortsgruppe gegründet, für die der Nürnberger Politiker Karl Holz im Gasthaus Schütt am 5. November 1927 einen Vortrag hielt. Im Mai 1931 entstand ein von dem Tierarzt Adolf Hausmann geführter SA-Sturm in Dachsbach. Bis zum Verbot im April 1932 war die zunächst der Standarte Ansbach und später der Standarte 8 Neustadt unterstellte Gruppe auf 125 Mitglieder angewachsen. Nach der Verbotszeit wurde die Dachsbacher SA von dem Jurastudenten Fritz Friedrich aus Oberhöchstädt angeführt. Ein neu entstandenes Landjugendheim erhielt den Namen „Otto Roth“ nach dem 1932 gestorbenen Neustädter Bezirksleiter.

### Eingemeindungen
Im Zuge der Gebietsreform in Bayern wurden am 1. Januar 1972 die Gemeinden Rauschenberg und Traishöchstädt eingegliedert. Oberhöchstädt kam am 1. Januar 1978 hinzu.

### Bevölkerungsentwicklung
Im Zeitraum 1988 bis 2018 stieg die Einwohnerzahl von 1410 auf 1757 um 347 Einwohner bzw. um 24,6 %.
Gemeinde Dachsbach
| Jahr      | 1987   | 2007   | 2008   | 2009   | 2010   | 2011   | 2012   | 2013   | 2014   | 2015   | 2016   |
| Einwohner | 1398   | 1777   | 1796   | 1783   | 1787   | 1703   | 1714   | 1711   | 1697   | 1705   | 1698   |
| Häuser    | 408    |        |        |        |        |        |        | 545    | 547    | 553    | 553    |
| Quelle    | [ 27 ] | [ 28 ] | [ 28 ] | [ 28 ] | [ 28 ] | [ 28 ] | [ 28 ] | [ 28 ] | [ 28 ] | [ 28 ] | [ 28 ] |

Ort Dachsbach (= Gemeinde Dachsbach bis zur Gebietsreform)
| Jahr      | 1818   | 1840   | 1852   | 1855   | 1861   | 1867   | 1871   | 1875   | 1880   | 1885   | 1890   | 1895   | 1900   | 1905   | 1910   | 1919   | 1925   | 1933   | 1939   | 1946   | 1950   | 1952   | 1961   | 1970   | 1987   | 2020   |
| Einwohner | 473    | 545    | 484    | 481    | 487    | 492    | 480    | 501    | 524    | 509    | 439    | 456    | 411    | 471    | 487    | 481    | 449    | 473    | 458    | 773    | 701    | 671    | 662    | 673    | 645    | 1007   |
| Häuser    | 92     | 72     |        |        |        |        | 78     |        |        | 82     | 81     |        | 78     |        |        |        | 88     |        |        |        | 101    |        | 123    |        | 182    |        |
| Quelle    | [ 29 ] | [ 30 ] | [ 31 ] | [ 31 ] | [ 32 ] | [ 33 ] | [ 34 ] | [ 35 ] | [ 36 ] | [ 37 ] | [ 38 ] | [ 31 ] | [ 39 ] | [ 31 ] | [ 40 ] | [ 31 ] | [ 41 ] | [ 31 ] | [ 31 ] | [ 31 ] | [ 42 ] | [ 31 ] | [ 21 ] | [ 43 ] | [ 27 ] | [ 44 ] |

## Politik
Bürgermeister ist seit 2020 Peter Kaltenhäuser. Er löste den bisherigen Bürgermeister Hans-Jürgen Regus mit einem Vorsprung von 4,86 % der gültigen Stimmen im ersten Wahlgang ab.
| Wahlvorschlagskennwort | Stimmenanteil | ggü. 2014 | Sitze | ggü. 2014 |
| Bürgerblock            | 28,43 %       | +0,10 %p  | 3     | −1        |
| Rauschenberg           | 24,72 %       | −0,36 %p  | 3     | ±0        |
| Oberhöchstädt          | 23,46 %       | −0,53 %p  | 3     | ±0        |
| Aktive Frauen          | 12,70 %       | +1,67 %p  | 2     | +1        |
| JW Dachsbach           | 10,69 %       | −0,81 %p  | 1     | ±0        |
| Gesamt                 | 100 %         | -         | 12    | -         |

Stand: Kommunalwahl am 15. März 2020

## Wappen und Flagge
Wappen
| Wappen von Dachsbach | Blasonierung: „In Rot über silbernen Wellen ein schreitender, schwarz bewehrter silberner Dachs; darüber schwebend ein von Silber und Schwarz geviertes Schildchen.“ |
| Wappen von Dachsbach | Wappenbegründung: Ein mit 1682 datiertes Siegel zeigt zwei kleine Schilde übereinander mit dem für den Ortsnamen redenden Dachs und dem Wellenbalken sowie dem Zollernschild als Hinweis auf die Landesherrschaft der Markgrafen von Brandenburg-Bayreuth. Gleiches Bild ist in einer Wappenabbildung von 1767 überliefert. Die Farben stehen seit 1965 fest. Dachsbach führt seit dem 17. Jahrhundert ein Wappen. |

Flagge
Die Gemeindeflagge ist schwarz-weiß-rot.

## Bildung und Kultur

### Kirche
- Evangelische Kirchengemeinde Dachsbach
- Evangelische Kirchengemeinde Oberhöchstädt

### Baudenkmäler
- Marienkirche
- Rondell
- Wohnturm des Wasserschlosses
- Altes Amtshaus
- Altes und Neues Schloss Rauschenberg
- Altes Gasthaus in Oberhöchstädt
- Villa Am Haller

## Wirtschaft
Ein regionaler Wirtschaftsschwerpunkt in Dachsbach ist die für den Aischgrund typische Karpfenzucht. Überregional bekannt ist die Backstube von Arnd Erbel.

## Verkehr
Die Bundesstraße 470 führt von Nordosten nach Südwesten durch das Dachsbacher Gemeindegebiet und verbindet den Ort mit Gerhardshofen (1,5 km südwestlich) und Uehlfeld (3,7 km nördlich). Die Staatsstraße 2414 führt nach Birnbaum (1,7 km südöstlich). Die Kreisstraße NEA 14 führt nach Oberhöchstädt (1,1 km nordwestlich). Eine Gemeindeverbindungsstraße führt nach Traishöchstädt (2,9 km östlich).
Vom 12. Juli 1904 bis zum 30. Mai 1976 verband die Bahnstrecke Neustadt (Aisch)–Demantsfürth-Uehlfeld den Ort mit der Bahnstrecke Fürth–Würzburg, die Züge wurden nach dem die Strecke begleitenden Fluss Aischtalbahn genannt. Seitdem verbinden mehrere Buslinien Dachsbach mit den Städten und Gemeinden im Umland.

## Söhne und Töchter der Gemeinde
- Jörg Graff (um 1480–1542), Landsknecht-Poet und Bänkelsänger
- Gottlieb Herting (1856–1919), Mathematiker
- Ludwig Trautmann (1885–1957), Schauspieler
- Wolfgang Michal (* 1954)[50], Journalist und Schriftsteller
- Friedrich Hieronymus (* 1955), Moto-Cross-Rennfahrer und Gastronom
- Helmut Haberkamm (* 1961), Schriftsteller und Mundartautor

## Trivia
- In Goethes Götz von Berlichingen ruft dieser im ersten Aufzug „Geh auf den Weg nach Dachsbach!“, das ungefähr auf dem Weg von Jagsthausen nach Bamberg liegt.